# Lipoillisina
La lipoillisina è un coenzima coinvolto nel funzionamento del complesso della piruvato deidrogenasi.
Tale complesso è alla base delle modificazioni chimiche che permettono al piruvato di divenire acetil-CoA e di entrare così nel ciclo degli acidi tricarbossilici.
La lipollisina è formata dalla coniugazione tra acido lipoico e un residuo di lisina, che avviene grazie ad un legame di tipo ammidico, e si trova a livello del secondo enzima del complesso, la diidrolipoil transacetilasi.
Essa ha la funzione di accettare due protoni (ioni H+) dal primo enzima, la piruvato deidrogenasi, e di trasferirli al terzo enzima, la diidrolipoil deidrogenasi, che rilascia acetil-CoA.